# Oncocnemis meadiana
Oncocnemis meadiana är en fjärilsart som beskrevs av Morrison 1875. Oncocnemis meadiana ingår i släktet Oncocnemis och familjen nattflyn. Inga underarter finns listade i Catalogue of Life.